# 비글 해협

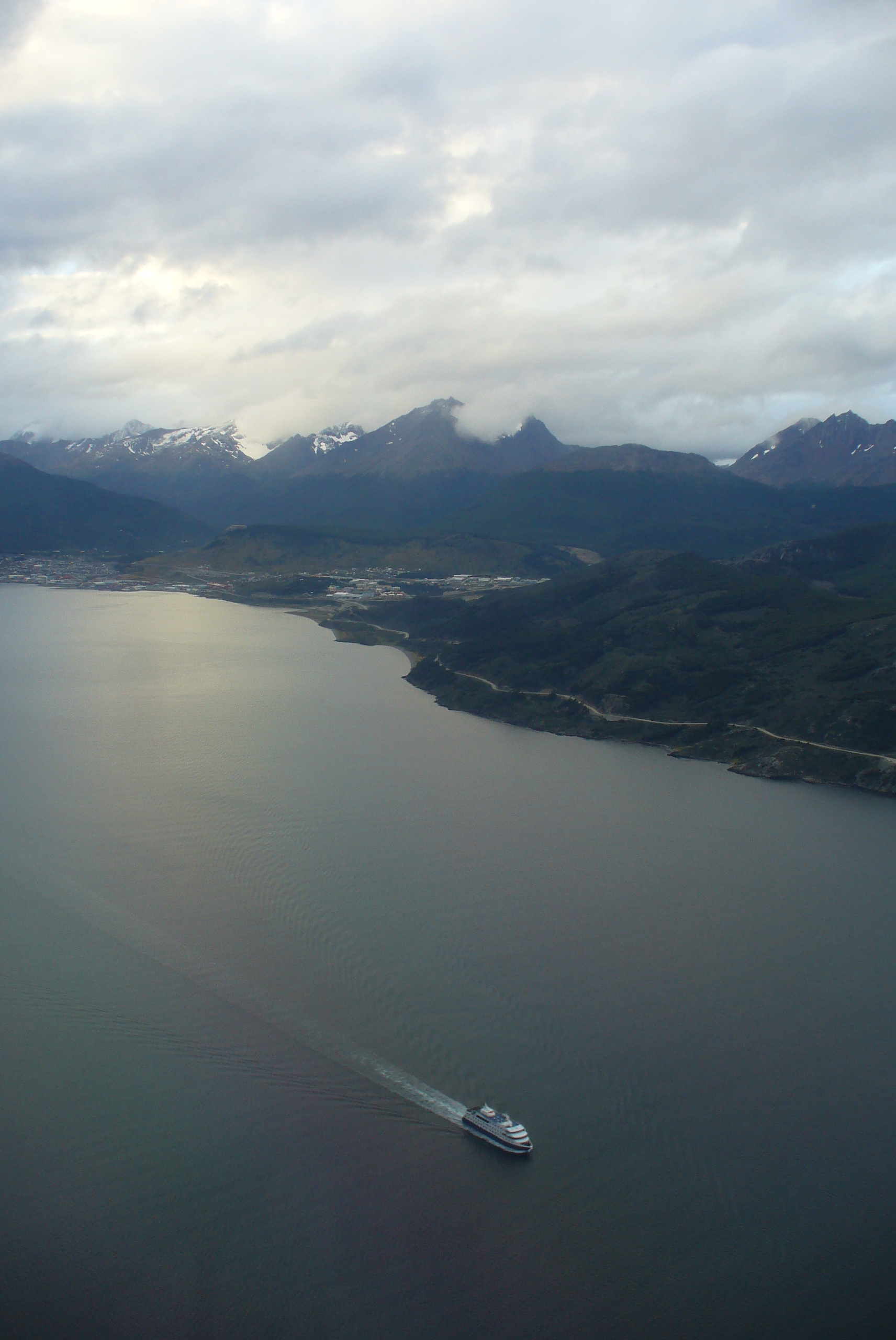
비글 해협

비글 해협(Beagle Channel, 스페인어: Canal Beagle)은 티에라델푸에고 제도를 가로지르는 해협이다. 티에라델푸에고섬 남쪽으로 지나간다. 해협의 동쪽은 칠레와 아르헨티나의 국경이 지나가며, 서쪽은 전부 칠레에 속한다. 비록 큰 배가 항해할 수 있는 해협이지만, 남쪽(드레이크 해협)과 북쪽(마젤란 해협)에 더 안전한 수로가 존재한다. 해협의 이름은 비글 호에서 따왔다. 비글 호의 두 번째 항해에는 찰스 다윈이 참여한 것으로 유명하다.

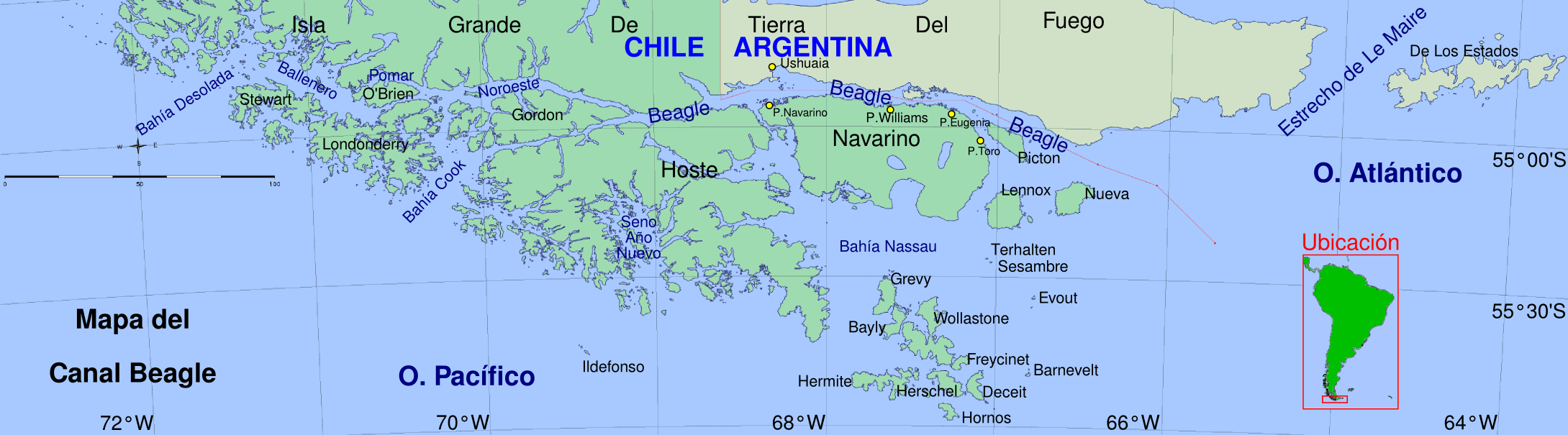
비글 해협